# Linea (protista)
Linea es un género de foraminífero bentónico de la subfamilia Rhabdammininae, de la familia Rhabdamminidae, de la superfamilia Astrorhizoidea, del suborden Astrorhizina y del orden Astrorhizida. Su especie tipo es Linea simplex. Su rango cronoestratigráfico abarca el Holoceno.

## Discusión
Clasificaciones previas incluían Linea en el suborden Textulariina del orden Textulariida.

## Clasificación
Linea incluye a las siguientes especies:
- Linea griggae
- Linea simplex